# Jochen Gaile
Jochen Gaile (* 13. Mai 1943 in Dresden) ist ein deutscher Historiker und Publizist.

## Leben
Jochen Gaile studierte von 1965 bis 1971 Geschichte, Philosophie und Politik in Marburg und München. Von 1971 bis 1973 arbeitete er als wissenschaftlicher Mitarbeiter am Neuhistorischen Institut der Universität Marburg. 1976 promovierte er mit einer Arbeit zur Ideologiebildung im Zeichen der entstehenden bürgerlichen Gesellschaft vom späten 18. bis in die Mitte des 19. Jahrhunderts.
Nachfolgend arbeitete Gaile unter anderem als Assistent des Chefredakteurs im Brockhaus-Verlag, im Wissenschaftszentrum Berlin, als Bundesgeschäftsführer und Leiter der Arbeitsstelle der Deutschen Evangelischen Arbeitsgemeinschaft für Erwachsenenbildung sowie als Hochschullehrer am Seminar für Didaktik der Geschichte an der Universität Frankfurt am Main.
In seiner Tätigkeit als Publizist und freier Autor hat Gaile zahlreiche Publikationen aus dem Bereich Kultur und Geschichte verfasst und betreut – unter anderem im Rahmen des Multimediaprojekts Die Deutsche Geschichte (1989), der ARD-Reihe Wir Deutschen (1991), der 20-bändigen Welt- und Kulturgeschichte im Verlag Die Zeit (2006).
Gailes Forschungsschwerpunkte liegen im Bereich der Ideengeschichte, vor allem in den Prozessen der Ideologiebildung im 19. und 20. Jahrhundert.

## Veröffentlichungen (Auswahl)
- Menschenrecht und bürgerliche Freiheit: Ideologiebildung im Zeichen der entstehenden bürgerlichen Gesellschaft 1789–1848. Verlag Arbeiterbewegung und Gesellschaftswissenschaft, Marburg 1978 (Dissertation, Universität Marburg, 1976).
- mit Fred Dorn: Den Frieden gewinnen: Eine Arbeitshilfe zur Auseinandersetzung um die Friedensdenkschrift der EKD. Arbeitsstelle der DEAE, Karlsruhe 1984.
- Die deutsche Geschichte. Fernsehdokumentation von Rüdiger Proske. Offizielles Begleitmaterial zur Fernsehserie „Mitten in Europa – Deutsche Geschichte“ bei SAT 1, 1989/90. Archiv-Verlag, Braunschweig (Multimedia-Großprojekt, später preisgekrönt).
- Wir Deutschen: Reise zu den Schauplätzen der Vergangenheit. Busche, Dortmund 1991 (Begleitbuch zur gleichnamigen Fernsehserie der ARD).
- Die Wiedervereinigung. 32 Arbeitstransparente und Begleitheft (= Deutschland nach 1945. Teil 3). Jünger, Offenbach 1993.
- mit Christof Dipper: 1848–1949: Ein Jahrhundert deutsche Geschichte. DVD. Meyers Lexikonverlag, Mannheim/Bonn 1997.
- Wir Deutschen: Neue deutsche Geschichte im Grundriss. Steiner, Stuttgart 2009 (auch als E-Book erschienen).